# Brookfield, New Jersey
Brookfield är en ort i Warren County i delstaten New Jersey, USA.